# Bugojno
Bugojno (en cyrillique : Бугојно) est une ville et une municipalité de Bosnie-Herzégovine située dans le canton de Bosnie centrale et dans la fédération de Bosnie-et-Herzégovine. Selon les premiers résultats du recensement bosnien de 2013, la ville intra muros compte 17 202 habitants et la municipalité 34 559.

## Géographie
Bugojno est située au centre de la Bosnie-Herzégovine, sur la rivière Vrbas, à 80 km au nord-ouest de Sarajevo. La région, qui fait partie des Alpes dinariques, est montagneuse et boisée. La ville est entourée par les monts Kalin (1 530 m), Rudina (1 385 m) et Stozer (1 662 m).
La municipalité est entourée par celles de Gornji Vakuf, Kupres, Donji Vakuf et Novi Travnik.

## Localités

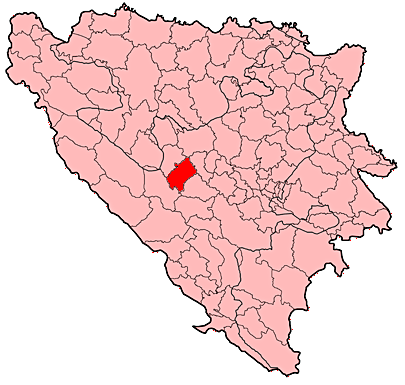
Localisation de la municipalité de Bugojno en Bosnie-Herzégovine

La municipalité de Bugojno compte 78 localités :
| - Alibegovići - Barbarići - Bašići - Bevrnjići - Bode - Brda - Bristovi - Brižina - Bugojno - Ceribašići - Crniče - Čardaci - Čavići - Donji Boganovci - Drvetine - Garačići - Glavice - Golo Brdo - Gornji Boganovci - Goruša | - Gračanica - Gredine - Grgići - Hapstići - Harambašići - Hum - Humac - Ivica - Jagodići - Jazvenik - Kadirovina - Kandija - Karadže - Kopčić - Kordići - Koš - Kotezi - Kula - Kutlići - Lenđerovina | - Lug - Ljubnić - Maslići - Medini - Milanovići - Mračaj - Nuhići - Odžak - Okolište - Pavice - Pirići - Planinica - Podripci - Poriče - Potočani - Prijaci - Rosulje - Rovna - Sabljari - Seferovići | - Servani - Skrte - Stojići - Stolac - Šići - Šušljići - Trge - Udurlije - Vedro Polje - Vesela - Vileši - Vrbanja - Vrpeć - Vučipolje - Zanesovići - Zlavast - Zlokuće - Ždralovići |

## Démographie

### Villeintra muros

#### Évolution historique de la population dans la villeintra muros
| 1948 | 1953 | 1961  | 1971  | 1981   | 1991   | 2013   |
| ---- | ---- | ----- | ----- | ------ | ------ | ------ |
| -    | -    | 5 453 | 9 329 | 16 402 | 22 641 | 17 202 |

|  |

### Municipalité

#### Évolution historique de la population dans la municipalité
| 1961   | 1971   | 1981   | 1991   | 2013   |
| ------ | ------ | ------ | ------ | ------ |
| 24 114 | 31 856 | 39 969 | 46 889 | 34 559 |

#### Répartition de la population par nationalités dans la municipalité (1991)
En 1991, sur un total de 46 889 habitants, la population se répartissait de la manière suivante :

## Religions

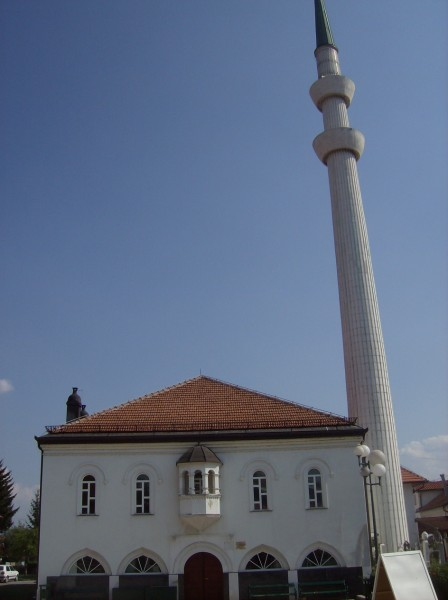
La mosquée du Sultan Ahmed (1693)
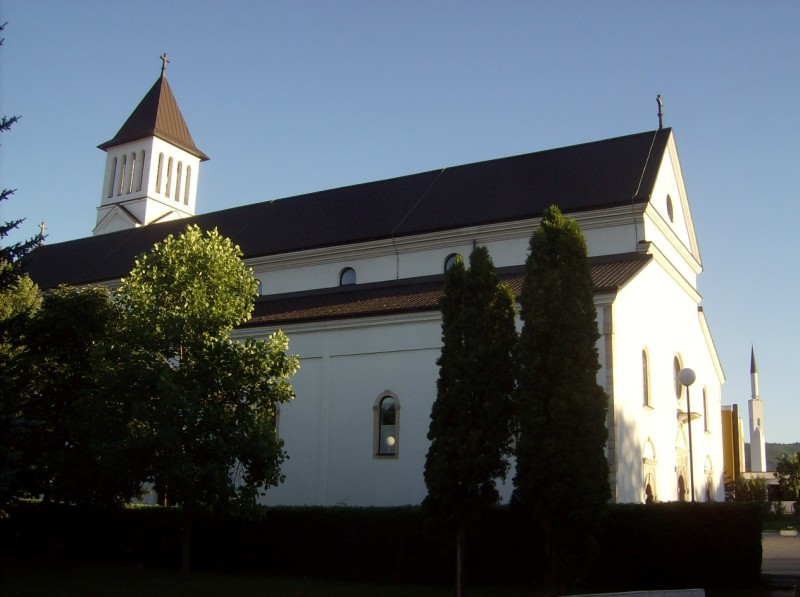
L'église catholique Saint-Antoine-de-Padoue

## Politique
À la suite des élections locales de 2012, les 25 sièges de l'assemblée municipale se répartissaient de la manière suivante :
| Parti                                                               | Sièges |
| ------------------------------------------------------------------- | ------ |
| Parti social-démocrate (SDP)                                        | 7      |
| Liste pour Bugojno                                                  | 7      |
| Parti d'action démocratique (SDA)                                   | 5      |
| Alliance pour un meilleur avenir de la Bosnie-Herzégovine (SBB BiH) | 3      |
| Union démocratique croate de Bosnie-Herzégovine (HDZ BiH)           | 2      |
| Parti bosnien (BOSS)                                                | 1      |

Hasan Ajkunić, sans étiquette, a été réélu maire de la municipalité,.

## Sport
La ville possède un club de football, le NK Iskra Bugojno.

## Éducation

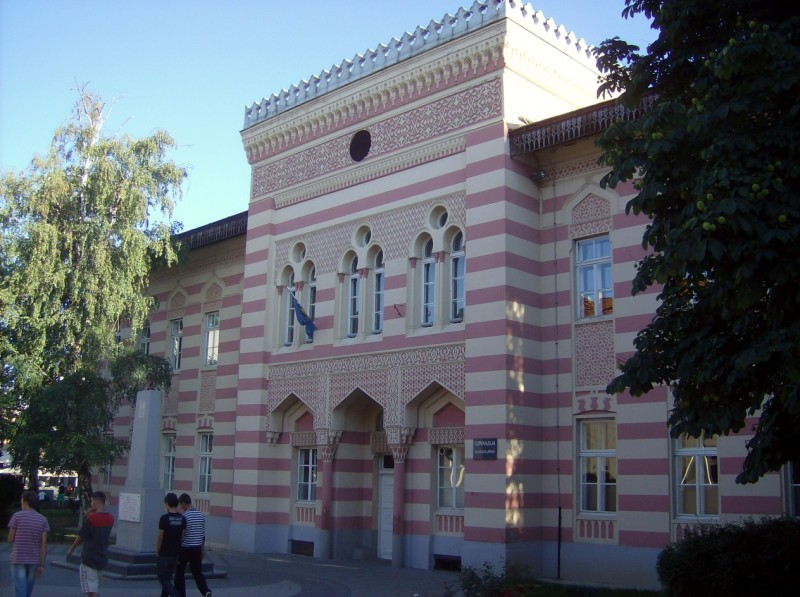
Le lycée de Bugojno

## Économie
Bugojno était autrefois un important centre industriel de Bosnie-Herzégovine mais le secteur a traversé une grave crise à la suite de la guerre de Bosnie. L'exploitation des ressources forestières reste une activité importante de la région. Depuis quelques années, la municipalité a développé le tourisme hivernal.

## Tourisme

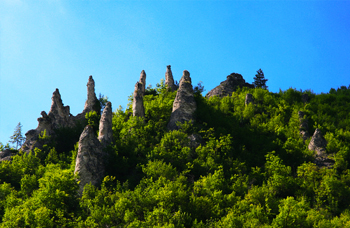
Les Kameni svatovi, près de Bugojno
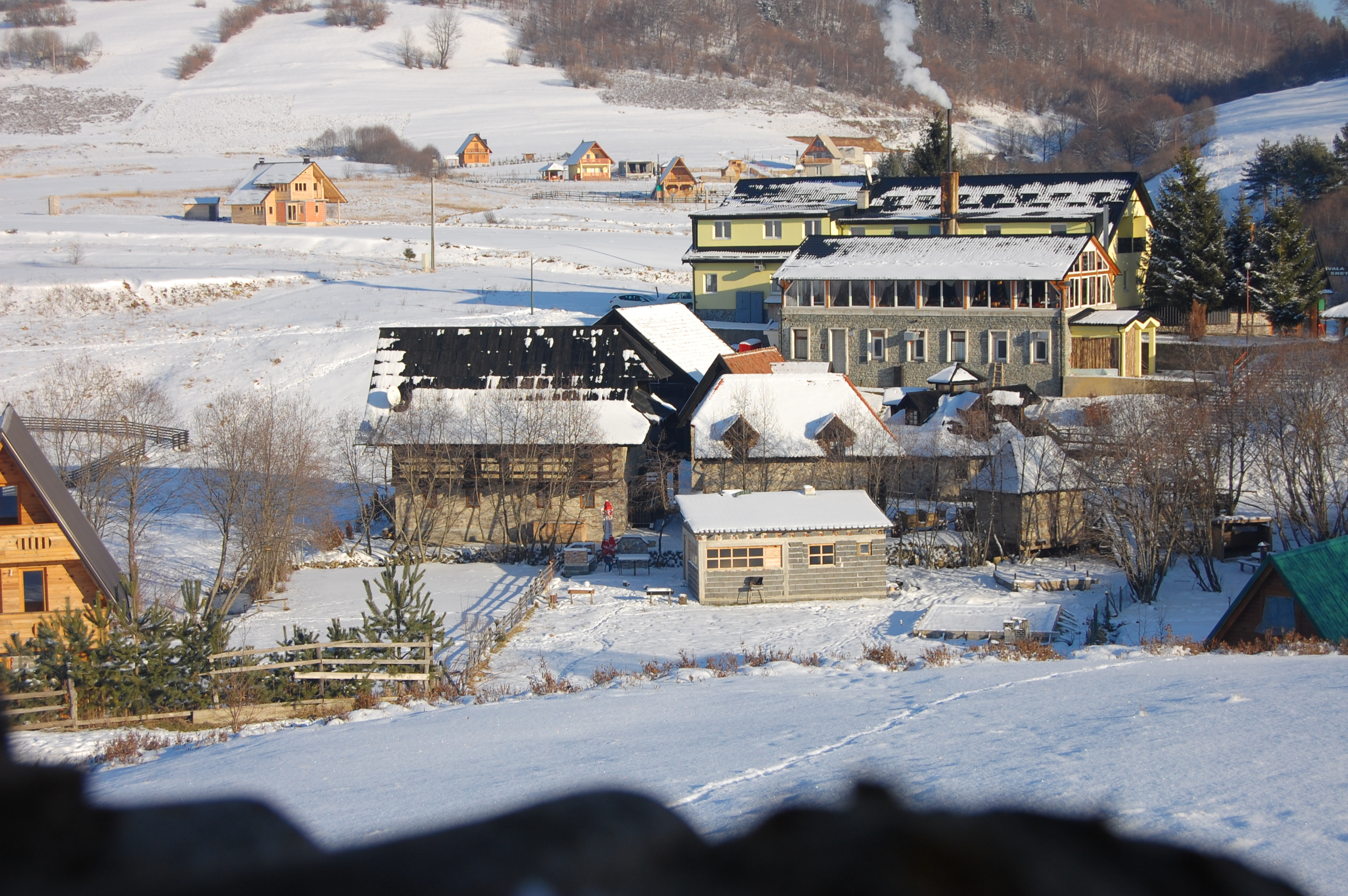
L'ethno-village de Rostovo
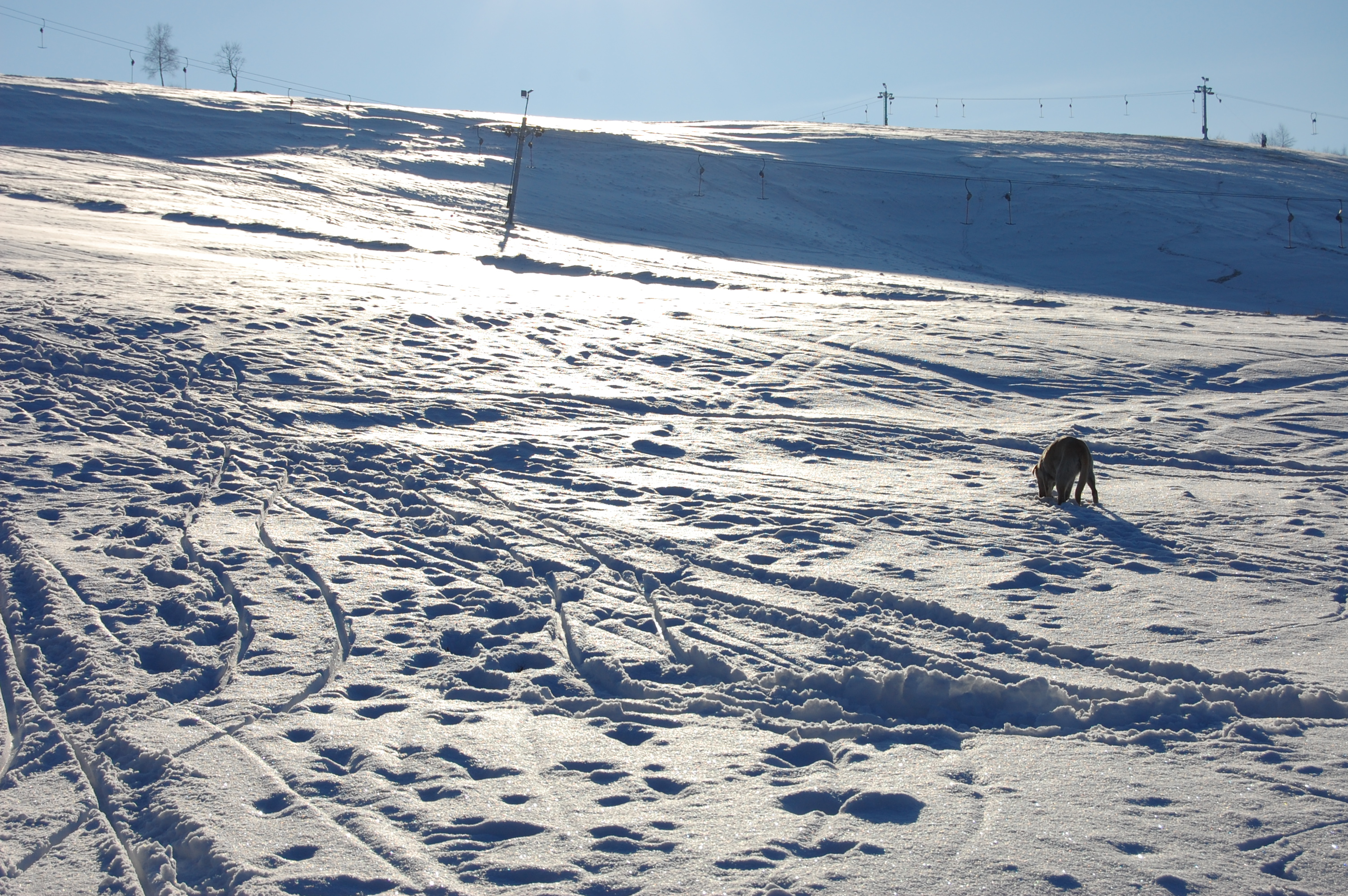
Les pistes de ski de Rostovo

## Personnalités
- Vlatko Marković (né en 1937), footballeur
- Tomislav Piplica (né en 1969), footballeur
- Branko Mikulić (1928-1994), homme politique
- Jasmin Duraković (né en 1966), journaliste
- Zenit Đozić
- Mehmed Alispahić
- Ermin Zec (né en 1988), footballeur
- Esad Duraković
- Reuf Karabeg
- Ahmed Mutevelić
- Alen Orman (né en 1978), footballeur autrichien
- Mehmed Alispahić (né en 1987), footballeur
- Mustafa Mlivo, écrivain
- Stjepan Tomas (né en 1976), footballeur
- Vlatko Glavaš (né en 1962), footballeur